# Diode quang
Diode quang hay Photodiode là một loại diode bán dẫn thực hiện chuyển đổi photon thành điện tích theo hiệu ứng quang điện.
Các photon có thể là ở vùng phổ ánh sáng nhìn thấy, hồng ngoại, tử ngoại, tia X, tia gamma. Khi photon xâm nhập lớp hoạt động của photodiode là tiếp giáp p-n hoặc cấu trúc PIN, sẽ tạo ra điện tích làm phát sinh dòng điện. Tùy theo cách thức chế tạo, mà dòng điện này nhỏ và photodiode dùng làm cảm biến photon, hay dòng điện đủ lớn để làm nguồn điện như trong pin mặt trời.
Cảm biến photodiode có ứng dụng rộng rãi trong kỹ thuật điện tử, đặc biệt là các thiết bị đo đạc, giám sát, truyền dẫn thông tin, điều khiển,... Chúng được chế tạo từ dạng đơn lẻ để cảm biến trạng thái nào đó như giấy trong khay của máy in còn hết, đến dạng tích hợp mảng lớn (Array) như cảm biến ảnh với hàng triệu phần tử như cảm biến CCD.
Để làm việc với vùng phổ ánh sáng chọn lọc thì các màng lọc phù hợp được phủ lên bề mặt photodiode.

## Nguyên lý hoạt động

Đặc tuyến Volt-Ampere của photodiode. Các đường thẳng biểu diễn tải mạch ngoài, với I=(thiên áp-điện áp diode)/(tổng trở mạch). Điểm cắt của chúng với đặc tuyến V-A biểu thị dòng và điện áp thiên áp thực tế, điện trở và mức chiếu sáng.

Photodiode được làm bằng một số chất bán dẫn liệt kê dưới đây, và vùng phổ ánh sáng làm việc. Phạm vi của ánh sáng nhìn thấy là từ 380 nm đến 780 nm.
| Chất bán dẫn           | Ký hiệu hóa | Vùng bước sóng (nm) |
| ---------------------- | ----------- | ------------------- |
| Silicon                | Si          | 190–1100            |
| Germani                | Ge          | 400–1700            |
| Arsenua indi           | InAs        | 800–2600            |
| Sulfide chì(II)        | PbS         | 1000–3500           |
| Tellua cadmi-thủy ngân | HgCdTe      | 400–14.000          |
| Tellua cadmi           | CdTe        | 5000–20.000         |

Photodiode có cấu trúc lớp hoạt động là tiếp giáp p-n, loại mới hơn thì là cấu trúc PIN. Khi photon có năng lượng đủ lớn xâm nhập lớp hoạt động này sẽ bị hấp thụ, và theo hiệu ứng quang điện tạo ra cặp điện tử-lỗ trống. Nếu hấp thụ xảy ra trong vùng nghèo của tiếp giáp hoặc vùng khuếch tán, điện trường của vùng nghèo làm các hạt mang điện dịch chuyển, lỗ trống về anode còn điện tử về cathode, làm phát sinh dòng điện.
Thông thường thì diode có dòng điện rò, ở photodiode gọi là dòng tối, là dòng khi không có photon chiếu vào. Dòng điện qua photodiode là tổng của dòng quang điện và dòng rò. Để tăng độ nhạy cảm biến thì công nghệ chế tạo phải hạn chế được dòng rò.
Hiệu ứng quang điện là hiện tượng gắn liền với chất bán dẫn, nên khi chế các linh kiện không hoạt động với photon thì phải bố trí che ánh sáng đi. Các che chắn không phải là tuyệt hoàn hảo, nên máy điện tử có thể lỗi hoặc hỏng khi vào vùng nhiễu cao, chẳng hạn vùng chiếu tia X, tia gamma mạnh hay trong vũ trụ.

## Các đặc trưng hoạt động

Hiệu suất lượng tử của photodiode silic theo bước sóng ánh sáng tới

### Hiệu suất
Hiệu suất (Efficiency) là tỷ số công suất dòng quang điện tạo ra với quang thông, biểu diễn A/W. Hiệu suất photodiode cao.

### Đáp tuyến phổ
Đáp tuyến phổ (Spectral responsivity) chi tiết thì phản ánh ở hiệu suất lượng tử (Quantum efficiency) của photodiode cho từng bước sóng photon, và nó không đồng đều. Chất liệu và công nghệ cho ra các vùng phổ làm việc của photodiode khác nhau.

### Dòng tối
Dòng tối (Dark current) là dòng dò của diode nói chung, vận dụng vào photodiode là dòng điện khi không có ánh sáng chiếu vào.

### Đáp ứng thời gian
Đáp ứng thời gian (Response time) phản ánh mức độ dòng quang điện bắt kịp thay đổi quang thông, và có thể xác định theo quy tắc Ramo.

### Mức ồn
Mức ồn (Noise-equivalent power)

## Các chế độ hoạt động

### Chế độ quang điện
Photodiode quang điện (Photovoltaic mode) làm việc không đặt thiên áp (bias), dòng quang điện được ánh sáng tạo ra và có thể dùng làm nguồn cấp điện. Các pin mặt trời hoạt động ở chế độ này.

### Chế độ quang dẫn
Photodiode quang dẫn (Photoconductive mode) làm việc có đặt thiên áp ngược. Thiên áp ngược làm mở rộng vùng nghèo, tăng dòng dò, tăng tiếng ồn và giảm điện dung tiếp giáp, nhưng không tác động đến dòng quang điện. Đối với một vùng phổ ánh sánh nhất định, dòng quang điện tỷ lệ tuyến tính với độ rọi, và có đặc trưng đáp ứng nhanh hơn chế độ quang điện.
Các diode PIN giảm được tiếng ồn và dòng dò, có thể đạt dòng dò <1 nA.

### Chế độ tuyết lở
Photodiode tuyết lở (Avalanche) làm việc với thiên áp ngược đủ lớn, dẫn đến khi photon tạo cặp điện tử-lỗ trống xảy ra thì sự tăng tốc do điện trường đủ mạnh sẽ kích thích vụ tạo cặp khác theo dạng sự cố sạt lở tuyết. Nó làm tăng độ khuếch đại và đặc trưng đáp ứng với sự kiện.

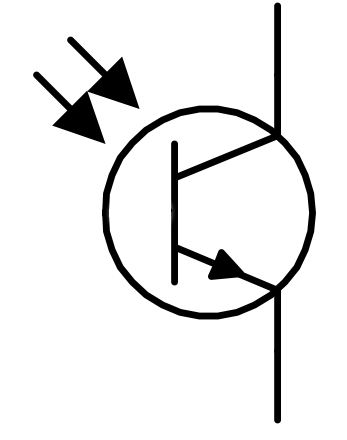
Ký hiệu phototransistor

### Phototransistor
Phototransistor là transistor đóng vỏ có cửa trong suốt để photon xâm nhập. Về công nghệ chế tạo thì các biện pháp hạn chế dòng dò và nhiễu được áp dụng.
- Trong phototransistor lưỡng cực thì khi photon xâm nhập tiếp giáp base–collector các điện tử được tạo ra sẽ xâm nhập tiếp vào vùng base và được khuếch đại với hệ số khuếch đại dòng β (hoặc hfe). Nó có đặc trưng đáp ứng lâu hơn và phản ứng kém với cường độ sáng thấp. Nếu emitter để trống thì nó làm việc như photodiode thông thường.
- Trong phototransistor FET hay photoFET, thì photon xâm nhập kênh dẫn sẽ điều khiển dòng drain theo cơ chế như điện áp cực gate.